# Mycetaulus bipunctatus
Mycetaulus bipunctatus – gatunek muchówki z rodziny sernicowate i podrodziny Piophilinae.
Gatunek ten opisany został w 1823 roku przez Carla Fredrika Falléna jako Piophila bipunctatus.
Muchówka o ciele długości od 2, do 2,5 mm. Ubarwienie tułowia ma żółtawo- lub czerwonawobrązowe, odnóży żółte, a odwłoka błyszcząco czarne. U szczytu jej skrzydła widnieje czarna kropka.
Owad znany z Wielkiej Brytanii, Francji, Holandii, Niemiec, Szwecji, Finlandii, Szwajcarii, Polski, Czech, Słowacji, europejskiej części Rosji, wschodniej Palearktyki i Ameryki Północnej.